# Atarfe
Atarfe er en by og kommune i det sydøstlige Spanien i provinsen Granada. Den har et indbyggertal på 20.455 (2024) indbyggere.